# Dialekt reńsko-frankoński

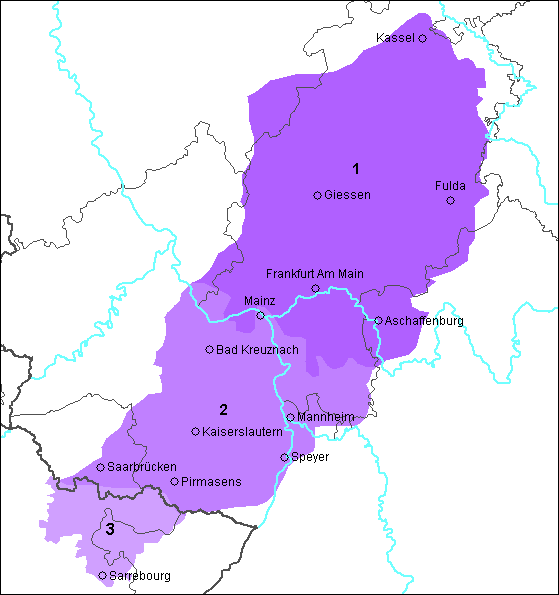
Występowanie dialektu reńsko-frankońskiego

Dialekt reńsko-frankoński – jeden z siedmiu dialektów środkowoniemieckich.
Na dialekt ten składają się trzy zespoły gwarowe:
- gwary palatynackie
- gwary heskie
- gwary lotaryńskie

Gwary lotaryńskie bywają uznawane za osobny od niemieckiego język lotaryński.